# Шашинци
Шашинци су насеље у општини Сремска Митровица, у Сремском округу, у Србији. Према попису из 2022. било је 1.436 становника.

## Географија
Село Шашинци налази се у средишњем Срему, између Руме на североистоку, Сремске Митровице на западу, реке Саве на југу и села Вогањ на северу.
На подручју сеоског атара налазило се неколико насеља: Кучинци (забележени 1702. године), Легет (забележен још 1369. године), Sztrelocz (забележен 1477. године), Ходрос (забележен 1477. године) и Црквице (забележене 1391. године).

## Историја
Село Шашинци се у историјским споменицима први пут спомиње у 18. веку. Према тим подацима село се некада налазило ближе реци Сави. Сматра се да је село некада било окупљено око насеља које се звало Кучинци. Само место доживљава свој прави развој са првом и другом великом Сеобом Срба (1690/1741). Тако је одмах по досељавању Срба подигнута црква дашчара (1735). Она је замењена у току 18. века зиданом црквом (подигнута 1774) која је једна од најстаријих цркава у Срему. Становници су се током своје дуге историје бавили сточарством и земљорадњом. Село је било изразито активно и живо, што доказују диптиси манастира Јаска према којима су мештани села Шашинци обновитељи манастира и доброчинитељи током зидања манастирске цркве.
У Првом светском рату село је активно учествовало у пребацивању Краљевина Србија војске из Мачве у Срем на месту Легет. Велики број војника је погинуо том приликом, јер су војску која се пребацивала пресрели аустријски војни одреди.
Други светски рат је укључио мештане села у борбе за ослобођење. Било је у селу и партизана и четника. С обзиром да су прилике после рата биле такве, партизанске жртве су остале уписане у летописе историје села. Нека од имена која ће село памтити су Милица Кекезовић, Сава Зделар итд.

## Демографија
У насељу Шашинци живи 1.494 пунолетних становника, а просечна старост становништва износи 41,2 година (38,6 код мушкараца и 43,8 код жена). У насељу има 613 домаћинстава, а просечан број чланова по домаћинству је 2,99.
Ово насеље је великим делом насељено Србима (према попису из 2002. године), а у последња три пописа, примећен је пад у броју становника.
|  |

| Демографија | Демографија | Демографија |
| Година      | Становника  | Становника  |
| ----------- | ----------- | ----------- |
| 1948.       | 2.087       |             |
| 1953.       | 2.029       |             |
| 1961.       | 2.106       |             |
| 1971.       | 2.067       |             |
| 1981.       | 1.983       |             |
| 1991.       | 1.928       | 1.894       |
| 2002.       | 1.830       | 1.862       |

| Етнички састав према попису из 2002.‍ | Етнички састав према попису из 2002.‍ | Етнички састав према попису из 2002.‍ | Етнички састав према попису из 2002.‍ | Етнички састав према попису из 2002.‍ |
| ------------------------------------ | ------------------------------------ | ------------------------------------ | ------------------------------------ | ------------------------------------ |
|                                      |                                      |                                      |                                      |                                      |
| Срби                                 | Срби                                 |                                      | 1.754                                | 95,84%                               |
| Украјинци                            | Украјинци                            |                                      | 27                                   | 1,47%                                |
| Југословени                          | Југословени                          |                                      | 9                                    | 0,49%                                |
| Хрвати                               | Хрвати                               |                                      | 6                                    | 0,32%                                |
| Црногорци                            | Црногорци                            |                                      | 2                                    | 0,10%                                |
| Словаци                              | Словаци                              |                                      | 1                                    | 0,05%                                |
| Румуни                               | Румуни                               |                                      | 1                                    | 0,05%                                |
| Роми                                 | Роми                                 |                                      | 1                                    | 0,05%                                |
| Немци                                | Немци                                |                                      | 1                                    | 0,05%                                |
| Мађари                               | Мађари                               |                                      | 1                                    | 0,05%                                |
| непознато                            | непознато                            |                                      | 8                                    | 0,43%                                |

| \| \| м \| \| \| ж \| \| ? \| 1 \| \| \| 9 \| \| 80+ \| 10 \| \| \| 23 \| \| 75—79 \| 27 \| \| \| 48 \| \| 70—74 \| 51 \| \| \| 67 \| \| 65—69 \| 40 \| \| \| 69 \| \| 60—64 \| 53 \| \| \| 76 \| \| 55—59 \| 33 \| \| \| 40 \| \| 50—54 \| 65 \| \| \| 50 \| \| 45—49 \| 83 \| \| \| 71 \| \| 40—44 \| 76 \| \| \| 62 \| \| 35—39 \| 76 \| \| \| 77 \| \| 30—34 \| 45 \| \| \| 44 \| \| 25—29 \| 52 \| \| \| 44 \| \| 20—24 \| 82 \| \| \| 70 \| \| 15—19 \| 69 \| \| \| 59 \| \| 10—14 \| 54 \| \| \| 44 \| \| 5—9 \| 49 \| \| \| 33 \| \| 0—4 \| 45 \| \| \| 33 \| \| Просек : \| 38,6 \| \| \| 43,8 \| |      |  |  |      |
| |      |  |  |      |
| | м    |  |  | ж    |
| ? | 1    |  |  | 9    |
| 80+ | 10   |  |  | 23   |
| 75—79 | 27   |  |  | 48   |
| 70—74 | 51   |  |  | 67   |
| 65—69 | 40   |  |  | 69   |
| 60—64 | 53   |  |  | 76   |
| 55—59 | 33   |  |  | 40   |
| 50—54 | 65   |  |  | 50   |
| 45—49 | 83   |  |  | 71   |
| 40—44 | 76   |  |  | 62   |
| 35—39 | 76   |  |  | 77   |
| 30—34 | 45   |  |  | 44   |
| 25—29 | 52   |  |  | 44   |
| 20—24 | 82   |  |  | 70   |
| 15—19 | 69   |  |  | 59   |
| 10—14 | 54   |  |  | 44   |
| 5—9 | 49   |  |  | 33   |
| 0—4 | 45   |  |  | 33   |
| Просек : | 38,6 |  |  | 43,8 |

| Година пописа     | 1948. | 1953. | 1961. | 1971. | 1981. | 1991. | 2002. |
| ----------------- | ----- | ----- | ----- | ----- | ----- | ----- | ----- |
| Број домаћинстава | 477   | 513   | 555   | 579   | 568   | 578   | 613   |

| Број чланова      | 1   | 2   | 3   | 4   | 5  | 6  | 7 | 8 | 9 | 10 и више | Просек |
| ----------------- | --- | --- | --- | --- | -- | -- | - | - | - | --------- | ------ |
| Број домаћинстава | 130 | 150 | 102 | 129 | 51 | 38 | 9 | 4 | 0 | 0         | 2,99   |

| Пол    | Укупно | Неожењен/Неудата | Ожењен/Удата | Удовац/Удовица | Разведен/Разведена | Непознато |
| ------ | ------ | ---------------- | ------------ | -------------- | ------------------ | --------- |
| Мушки  | 763    | 258              | 461          | 24             | 19                 | 1         |
| Женски | 809    | 156              | 463          | 175            | 13                 | 2         |
| УКУПНО | 1.572  | 414              | 924          | 199            | 32                 | 3         |

| Пол    | Укупно                    | Пољопривреда, лов и шумарство | Рибарство                            | Вађење руде и камена | Прерађивачка индустрија       |
| ------ | ------------------------- | ----------------------------- | ------------------------------------ | -------------------- | ----------------------------- |
| Мушки  | 492                       | 262                           | 0                                    | 2                    | 82                            |
| Женски | 282                       | 192                           | 0                                    | 0                    | 24                            |
| Укупно | 774                       | 454                           | 0                                    | 2                    | 106                           |
|        |                           |                               |                                      |                      |                               |
| Пол    | Производња и снабдевање   | Грађевинарство                | Трговина                             | Хотели и ресторани   | Саобраћај, складиштење и везе |
| Мушки  | 6                         | 51                            | 15                                   | 6                    | 23                            |
| Женски | 0                         | 0                             | 15                                   | 4                    | 3                             |
| Укупно | 6                         | 51                            | 30                                   | 10                   | 26                            |
|        |                           |                               |                                      |                      |                               |
| Пол    | Финансијско посредовање   | Некретнине                    | Државна управа и одбрана             | Образовање           | Здравствени и социјални рад   |
| Мушки  | 1                         | 6                             | 12                                   | 8                    | 1                             |
| Женски | 1                         | 2                             | 9                                    | 9                    | 16                            |
| Укупно | 2                         | 8                             | 21                                   | 17                   | 17                            |
|        |                           |                               |                                      |                      |                               |
| Пол    | Остале услужне активности | Приватна домаћинства          | Екстериторијалне организације и тела | Непознато            | Непознато                     |
| Мушки  | 8                         | 0                             | 0                                    | 9                    | 9                             |
| Женски | 2                         | 0                             | 0                                    | 5                    | 5                             |
| Укупно | 10                        | 0                             | 0                                    | 14                   | 14                            |

## Културна добра
- Православна Црква силаска светог Духа у Шашинцима, велики значај.